# Mwamala (Tabora)
Mwamala è una circoscrizione rurale (rural ward) della Tanzania situata nel distretto di Igunga, regione di Tabora. Conta una popolazione di 15 620 abitanti (censimento 2012).